# 欧州基本権機関
欧州基本権機関（おうしゅうきほんけんきかん、英語：European Union Agency for Fundamental Rights、略称：FRA）は、欧州連合の専門機関の一つ。欧州人種差別・外国人排斥監視センター（European Monitoring Centre on Racism and Xenophobia：EUMC）の後継として、2007年2月15日の「理事会規則 No 168/2007」に基づき2007年3月1日に発足した。オーストリア共和国ウィーンに所在している。
日本語訳には他に欧州基本権庁がある。

## 任務
欧州基本権機関は欧州連合の専門機関として「欧州連合基本権憲章に記載されるすべての権利に関して、基本権に関するデータを原則として、収集し、分析すること」を目的に運用されるが、実際には特に「EU法がおよぶ範囲内で主題とする分野」に集中することを目的としている。これは欧州人種差別・外国人排斥監視センターの限定された範囲を拡大したものである。
欧州人種差別・外国人排斥監視センターと同様に欧州基本権機関の主な手段は、調査、報告、欧州連合の機構、加盟国および加盟候補国、潜在的候補国への専門家による支援や公的教育の実施などがある。欧州基本権機関は個々の事例に介入するのではなく、広範な問題や傾向について調査することを目的としている。
欧州議会は特にLGBT権利を促進する観点から、加盟国政府に圧力をかけるため欧州基本権機関を活用しようとした。注目すべき一例として2009年9月に採用された議決がある。欧州議会はリトアニアでの「未成年者の保護に関する法律」の討議中にあった「同性愛嫌悪（ホモフォビア）」について、法案が欧州連合条約と欧州連合基本権憲章（第21条で性的指向による差別禁止を明記）との互換性に抵触しているとして批難する法的見解を示した。一方、リトアニア議会は欧州議会の決議を批難する決議を採用することにより反応し、これは「違法行為」（欧州基本権機関には加盟国により採用される法律を調査するための、明確な権限がないという事実を示している）としてリトアニア政府は欧州議会に対して法的措置をとるため欧州司法裁判所に提訴した。
最近では、欧州議会はポーランドでの同性愛嫌悪について欧州議会議員によって着手される研究を継続するため、機関に新たな業務を課した。